# غارفيلد والأصدقاء
غارفيلد والأصدقاء (بالإنجليزية: Garfield and Friends)‏ مسلسل رسوم متحركة أمريكي عرض لأول مره في17 سبتمبر 1988 واستمر عرضه حتى 10 ديسمبر 1994 تمت دبلجة المسلسل للغة العربية بواسطة مركز الزهرة وعرض على قناة سبيس تون .

## روابط خارجية
- غارفيلد والأصدقاء على موقع IMDb (الإنجليزية)
- غارفيلد والأصدقاء على موقع روتن توميتوز (الإنجليزية)
- غارفيلد والأصدقاء على موقع كينوبويسك (الروسية)
- غارفيلد والأصدقاء على موقع ألو سيني (الفرنسية)
- غارفيلد والأصدقاء على موقع قاعدة بيانات الفيلم (الإنجليزية)
- Garfield and Friends في قاعدة بيانات الرسوم المتحركة الكبيرة